# Podbořanský Rohozec
Podbořanský Rohozec település Csehországban, Lounyi járásban. Podbořanský Rohozec Nepomyšl, Hradiště és Mašťov településekkel határos. Lakosainak száma 165 fő (2024. január 1.).

## Népesség
A település lakosságának változását az alábbi diagram mutatja:
| Lakosok száma | 712  | 663  | 712  | 216  | 180  | 141  | 144  | 152  | 154  | 165  |
|               | 1869 | 1900 | 1921 | 1961 | 1980 | 2011 | 2016 | 2019 | 2021 | 2024 |